# Elisabet Gelabert Echániz
Elisabet Gelabert Echániz (nascuda a Madrid) és una actriu espanyola amb una destacada trajectòria en el teatre, treballant amb directors com Gerardo Herrero, Miguel del Arco i Andrés Lima.

## Carrera
Es va formar com a actriu al Teatro de la Abadía. va debutar a televisió el 2000 a la sèrie Compañeros, i posteriorment aparegué en episodis d'altres series com Policías, en el corazón de la calle, Motivos personales, El internado, Isabel, La casa de papel, Élite i Gigantes.
Va debutar en cinema el 2003 amb Te doy mis ojos, d'Icíar Bollaín, paper pel que fou nominat al Goya a la millor actriu revelació. Ha col·laborat amb alguns directors de cinema independents com Juan Cavestany a Gente en sitios i a Magical Girl, de Carlos Vermut. Va formar part del repartiment de Las furias, ópera prima del dramaturg Miguel del Arco. El 2019 fou nominada als XXIX Premis de la Unión de Actores com a millor actriu secundària de televisió pel seu paper a Gigantes.

## Filmografia

### Sèries
| Any       | Sèrie                               | Personatge             | Episodis |
| --------- | ----------------------------------- | ---------------------- | -------- |
| 2000      | Compañeros                          | Elena                  | 1        |
| 2000      | Policías, en el corazón de la calle | Soledad Bermúdez       | 3        |
| 2003      | Un lugar en el mundo                |                        | 1        |
| 2005      | Motivos personales                  | Regina                 | 4        |
| 2005      | Hospital Central                    | Celia                  | 1        |
| 2007      | Génesis, en la mente del asesino    | Aurora                 | 1        |
| 2007      | Herederos                           | Piedad                 | 3        |
| 2008      | El comisario                        |                        | 1        |
| 2010      | Acusados                            | Cristina               | 6        |
| 2010      | La pecera de Eva                    | Mare de Maca           | 10       |
| 2010      | El internado                        | Noelia Alonso Pastor   | 8        |
| 2012-2014 | Isabel                              | Catalina               | 20       |
| 2017      | La casa de papel                    |                        | 2        |
| 2018      | Élite                               | Azucena                | 6        |
| 2018-2019 | Gigantes                            | Márquez                | 7        |
| 2020      | Madres. Amor y vida                 | Esmeralda Amuedo López | 17       |
| 2024      | Beguinas                            | Lucrecia de Avellaneda | 1        |

### Cinema
| Any  | Pel·lícula                   | Personatge       | Director                  |
| ---- | ---------------------------- | ---------------- | ------------------------- |
| 1995 | Maika (curtmetratge)         |                  | Igor Fioravanti           |
| 2000 | Amores que matan             |                  | Icíar Bollaín             |
| 2003 | Te doy mis ojos              | Lola             | Icíar Bollaín             |
| 2005 | La noche del hermano         | Marta            | Santiago García de Leániz |
| 2012 | Don Pepe Popi (curtmetratge) |                  | Carlos Vermut             |
| 2014 | Magical Girl                 | Ada              | Carlos Vermut             |
| 2014 | Los tontos y los estúpidos   | Germà de Lourdes | Roberto Castón            |
| 2016 | Las furias                   | Nekane           | Miguel del Arco           |
| 2016 | La mano invisible            | Netejadora       | David Macián              |
| 2017 | Demonios tus ojos            | Julia            | Pedro Aguilera            |
| 2017 | Bajo la Rosa                 | Julia Francés    | Josué Ramos               |